# Cal Magí (Sant Andreu de la Barca)
Cal Magí és una obra del municipi de Sant Andreu de la Barca (Baix Llobregat) inclosa en l'Inventari del Patrimoni Arquitectònic de Catalunya que va ésser enderrocada cap a l'any 2000.

## Descripció
Es tracta d'una casa de planta baixa i pis, amb algun element modernista.
A la planta baixa trobem la porta d'entrada amb una vidriera de l'època i una finestra amb una reixa que fa joc amb la barana del balcó. En el primer pis cal destacar la balconada alineada a la façana, que té l'amplada de la finca. Aquest balcó està emmarcat amb un intradós de totxo. La barana que simula ser el terrat segueix un perfil curvilini que s'acaba on troba els contraforts.